# 伊沢美春
伊沢 美春（いざわ みはる、1987年10月1日 - ）は、日本のAV女優。

## プロフィール
- 趣味：献血
- 特技：水泳

## 出演作品

### アダルトビデオ
2009年
- 女子アナHなハプニング映像10連発（9月5日、ROCKET）共演:朝比奈まき、関口真琴、葉山梨々花、仲間恵、橘美穂
- 究極の妄想発明シリーズ第17弾 ボディジャック パート2（11月19日、ROCKET）共演:東野愛鈴、橘美穂、朝比奈マキ、神崎レオナ、赤西涼
- フェラ音（11月20日、SEX Agent）共演:妃悠愛、平井綾、姫乃杏樹、若菜りん、諸星セイラ
- BBB ビッグ・ブーブス・バット（12月10日、実録出版）

2010年
- レギンス娘しか見たくない! 4時間（1月22日、TMA）共演:竹内結、水嶋あずみ、朋香めい、安西瑠菜、諸星セイラ（百瀬涼）、桜あい、松坂沙耶
- と～っても可愛いメガネ妹の乳首舐めと手コキ（2月1日、ワンズファクトリー）共演:愛璃みい、月野りさ、椎奈つばめ、モカ、中村まなみ、橘なお
- 未亡人 柔肌の悶え 26（2月19日、クリスタル映像）共演:真白希実、橘エレナ、新尾きり子、早見るり
- Boin「伊沢美春」Box（2月19日、ABC/妄想族）
- 狭射主義（2月19日、SEX Agent）共演:若菜りん、橘美穂、諸星セイラ、藤宮櫻花、あいぶらん、高島恭子
- おはズボッ!アソコ見てないでさっさとブチ込め!助けて～、ダメッ壊れちゃう～!! 犯されて濡れる可愛娘ちゃんスペシャル（3月11日、アテナ映像）共演:森谷みう、吉田花、安西京華、杉浦アリス
- 女のカラダは破裂寸前の乳尻で選ぶ。E-BODY（3月12日、E-BODY）
- みるスポ!（3月25日、みるきぃぷりん♪）
- ガンキ少女 デカ尻で窒息するボクと 快楽をむさぼるカノジョ（4月19日、ジェントルマン/妄想族）共演:和葉みれい
- 巨乳未亡人柔乳の悶え 4時間DX 2（5月14日、クリスタル映像）共演:橘エレナ、中森玲子、ささきふう香、秋川りお、山口真理、葉月奈穂、雪美まゆ、綾女、佐藤みき（佐藤美紀、鈴木志帆）、星名麗、深海沙織
- ふやけるほど、ち○ぽなめ。（5月21日、映天）共演:北条麻妃、ひなた、茅ヶ崎ありす、柴田かすみ
- 近親相姦 危険な母子の言えない関係（6月10日、センタービレッジ）
- A-cup微乳乳首をJ-cup爆乳がイジクリ勃起レズアクメ（7月1日、ヴィ）共演:木下あげは
- ズボズボ！指入れオナニー 6（7月2日、OFFICE K’S）共演:榊なち、MOE、鷹宮りょう、鈴木ありす
- チチボン（7月12日、メディア総販ソレイル）
- パンティ尻ずり（7月16日、OFFICE K'S）共演:榊なち、鈴木ありす、MOE、鷹宮りょう
- TMAコスプレ縞パンニーソックスBible 2枚組8時間（7月23日、TMA）共演:つぼみ、叶夢 、朋香めい、水嶋あずみ、さくら愛々、田中美久、藤森ねね、花宮あみ、絢音ミミ、中居みゆ、早乙女ルイ、小日向しおり、渋谷梨果、結城かれん、諸星セイラ、桜あい、松坂沙耶、安西瑠菜
- EroBody Di3 LIMITED EDITION 004（7月25日、DIAMANTE DI DIGITALARK （Di3））
- 巨乳・爆乳 爆乳保母さんのおっぱい保育園 2（8月6日、eX）共演:伊東このみ、羽田夕夏、水森あおい、篠田まい、青木りん、浜崎りお、友野みゆき、長谷川ミュウ、森永ひよこ、福山優、高島恭子、橘なお、新田まなみ
- 巨乳・爆乳 巨乳悪戯面接（8月20日、映天）共演:倖田みらい、鮎川みさと、森永ひよこ、水城奈緒、長谷川杏実、橘なお、真鍋紗愛、中野愛里、かえでみく
- スイミング・ミセス（9月7日、マドンナ）
- 小悪魔巨乳癒し責めサロン（9月13日、アロマ企画）共演:たかなし愛、鈴香音色、森永ひよこ、小峰ひなた、青木りん
- 義父に脅されて…（9月23日、AROUND）
- 10周年プレミアム作品 三姉妹近親レイプ 父親に犯された娘たち（10月10日、グローバルメディアエンタテインメント）共演:櫻井ゆうこ、井川ゆい
- モテない兄を持つ妹のけなげな性処理 2（10月21日、グローリークエスト）
- 友達の綺麗なお母さんに中出し 4（10月22日、なでしこ）
- Vo win（10月28日、デジタルアーク）
- 旦那の趣味で犯されて（11月4日、タカラ映像）
- 爆乳美少女 揺れ乳跳ね乳コレクション（11月13日、アロマ企画）共演:小峰ひなた、武藤クレア、荒木ありさ、森永ひよこ、鈴香音色
- フェラコレ熟女編VIII（11月25日、ハヤブサ）共演:北条麻妃、国沢百合香、山梨ゆず、橘実加、香坂めぐ、香山蘭、夏川未来、管野しずか、高倉舞、宮本ひかる、横山みれい、佐々木いちか、七瀬歩、三村ちな
- こだわりの手コキ 人妻編 9	（12月25日、ハヤブサ）共演:柳田やよい、北条麻妃、国沢百合香、秋吉小百合、山梨ゆず、加藤聖良、橘実加、渋谷海莉、香坂めぐ、夏川未来、管野しずか、宮本ひかる、篠原奈美、三村ちな、他15名

2011年
- 健康デカパイ女子 電車ファンタジー（1月12日、JAMS）
- アロマ仮想風俗シリーズ ノーブラミニスカちら見せハイスクール 3（1月25日、アロマ企画）共演:鈴木ミント、武藤クレア、朝倉ことみ
- こちら全裸家政婦派遣所 巨乳課 伊沢美春です。（2月11日、なでしこ）
- 見せたがる痴女達の極上フェラ（2月17日、グローリークエスト）共演:森永ひよこ、ERIKA、風間ゆみ、秋川れな、水沢真樹、浜崎りお、黒木麻衣、七瀬ゆい、葉月奈穂
- 巨乳ジョギングウーマン野外レイプ（2月18日、グレイズ）共演:長谷川夢
- エロ下着姿でダイエット中の巨乳義母に中出ししちゃいました! 14（3月11日、なでしこ）
- おはズボッ!アソコ見てないでさっさとブチ込め!助けて〜、ダメッ壊れちゃう〜!!犯されて濡れる可愛娘ちゃんスペシャル（3月25日、アテナ映像）共演:森谷みう 吉田花 安西京華 杉浦アリス
- 極太ディルド騎乗位オナニー（4月1日、ワンズファクトリー）共演:紗奈、哀川りん、優木リノア、内田真由、森ななこ、黒木麻衣、沙菜恵
- Gカップ以上限定。爆乳パイズリ挟射＆SEX4時間（4月15日、ワンズファクトリー）共演:橘なお、里中あきな、中野愛里、松金めぐみ、福山優
- Gカップ黒ギャル 潮吹き悶絶パラダイス（5月13日、マルクス兄弟）
- こだわりパイズリ狭射主義（5月13日、マルクス兄弟）共演:仁科百華、愛内ゆう、ゆうき真央、藤咲沙耶、武藤クレア、上条めぐ、加山なつこ
- 巨乳・爆乳 デカパイ娘の乳揺れむしゃぶりフェラ 2（6月3日、映天）共演:真鍋紗愛、橘なお、有永すずか、平山薫、JULIA、大沢かえで、黒沢せりな、桜木なち、中野愛理、恵けい、山田まりこ、星山里穂、小出遙、来栖あさみ
- レズ専用デリヘル嬢の超イケメン美女が極上巨乳をとことんイカすレズビアン（クロス）共演:夏希蘭、青空小夏、西野花梨
- 野外人妻羞恥 2（9月2日、映天）
- 巨乳痴女大乱交スペシャル（9月25日、美）共演:前田優希、浜崎りお、大堀香奈